# Alexander Arkadjewitsch Galitsch
Alexander Arkadjewitsch Galitsch (russisch Алекса́ндр Арка́дьевич Га́лич, eigentlich Alexander Arkadjewitsch Ginsburg; * 20. Oktober 1918 in Jekaterinoslaw; † 15. Dezember 1977 in Paris) war ein sowjetischer Lyriker, Dramatiker und Schauspieler. Große Bedeutung gewann er als Künstler mit eigenen, von ihm selbst vorgetragenen und gesungenen Gedichten. Der Name Galitsch (ein aus seinem Nach-, Vor- und Vatersnamen gebildetes Kofferwort) war sein literarisches Pseudonym.

## Leben

### Frühe Jahre
Alexander Galitsch wurde am 20. Oktober 1918 in Jekaterinoslaw (heute Dnipro) in einer gebildeten jüdischen Familie geboren. Sein Vater Aron Samojlowitsch Ginsburg war Wirtschaftsfachmann, seine Mutter Fejga (Fanny) Borissowna Weksler arbeitete im Konservatorium. Sein Onkel Lew Samojlowitsch Ginsburg, ein Literaturwissenschaftler und Puschkin-Experte, lehrte an der Moskauer Staatlichen Universität. Sein jüngerer Bruder Waleri Ginsburg war Kameramann.
1920 zog die Familie Ginsburg nach Sewastopol, 1923 nach Moskau.
Schon früh zeigte sich Galitschs Interesse für die Dichtkunst: Als Fünfzehnjähriger war er Mitglied eines von Eduard Bagrizki geleiteten Literaturzirkels. Nach der neunten Klasse studierte er sowohl am Maxim-Gorki-Literaturinstitut als auch an der Schauspielschule von Konstantin Stanislawski, brach jedoch beides wieder ab. 1939 schloss sich Galitsch dem Schauspielstudio von Alexei Arbusow an. Dort debütierte er im Februar 1940 als Co-Autor des Stücks Stadt im Morgenrot (Gorod na Sare). Für den Wehrdienst im Zweiten Weltkrieg als untauglich erklärt, begab sich Galitsch 1941 als Mitglied eines geologischen Erkundungstrupps in den Süden Russlands und arbeitete zeitweilig als Dramaturg und Schauspieler am Lermontow-Theater in Grosny. Noch im selben Jahr ging Galitsch nach Taschkent, wo Arbusow seine Theatertruppe aus den ehemaligen Mitgliedern des Schauspielstudios wieder vereinte.

### Theater- und Drehbuchautor
In den 1940er- und 1950er-Jahren war Galitsch vor allem als Dramatiker erfolgreich. Stücke wie Euch ruft Taimyr (Was wysywajet Taimyr, 1948 mit Konstantin Issajew, Verfilmung 1970) oder Eine Stunde vor Morgengrauen (Sa tschas do rassweta, 1957) verschafften dem Autor landesweite Bekanntheit und beträchtlichen Wohlstand. Nach einer Vorlage von Galitsch entstand 1954 der Film Reise mit Hindernissen (Wernyje drusja, Regie Michail Kalatosow), der beim Internationalen Filmfestival Karlovy Vary mit dem Hauptpreis ausgezeichnet wurde. Für das Drehbuch zu dem Film Der Staatsverbrecher (Gossudarstwenny prestupnik, 1964) erhielt Galitsch den Sonderpreis des Staatssicherheitsdienstes KGB. Das Verbot des Theaterstücks Matrosenstille (Matrosskaja tischina), das Galitsch 1958 anlässlich der Eröffnung des Moskauer Sowremennik-Theaters verfasst hatte, stellt einen Wendepunkt in Galitschs Leben dar. Erst 1988 konnte es unter Oleg Tabakow uraufgeführt werden.

### Dichter und Liedermacher
Gegen Ende der 1950er-Jahre begann Galitsch, Lieder zu dichten, diese selbst zu vertonen und zur Gitarre vorzutragen. Gesanglich und stilistisch an Alexander Wertinski orientiert, ist Galitsch neben Wladimir Wyssozki und Bulat Okudschawa einer der herausragenden Vertreter des russischen Autorenlieds. Keines seiner „gesungenen Gedichte“ wurde zu Lebzeiten in den offiziellen Verlagen des Ostblocks veröffentlicht. Die zunehmende Verbreitung von Tonbandgeräten ermöglichte jedoch Mitschnitte seiner privaten Auftritte (Magnitisdat) und trug so zu seiner enormen Popularität bei.
Seine frühen Lieder wie etwa Lenotschka (1959), Über die Maler, den Heizer und die Relativitätstheorie (Pro maljarow, istopnika i teoriju otnossitelnosti, 1962) oder Naturgesetz (Sakon prirody, 1962) sind in politischer Hinsicht zwar relativ harmlos, dissonieren jedoch mit der offiziellen sowjetischen Ästhetik. Später jedoch kritisiert Galitsch mehr oder weniger unverhüllt die Missstände in der sowjetischen Gesellschaft, etwa in Nachtwache (Notschnoi dosor), Kleiner Goldgräber-Walzer (Staratelski walsok), Das rote Dreieck (Krasny treugolnik) und anderen.

### Konflikt mit den Behörden
Galitschs zunehmend kritische Autorenlieder, die vor allem im Samisdat erschienen, führten schließlich zum Konflikt mit den sowjetischen Behörden. Sein einziges öffentliches Konzert in der UdSSR fand 1968 im Rahmen eines Barden-Festivals im Nowosibirsker Stadtteil Akademgorodok statt. Dort trug er vor ca. 2500 Zuhörern sein Autorenlied Zum Gedenken an Pasternak (Pamjati Pasternaka) vor, was ein Auftrittsverbot nach sich zog.
1969 erschien im deutschen Possev-Verlag Galitschs erster Lyrik-Band mit dem Titel Pesni (Lieder). Dies sowie Galitschs Mitgliedschaft im Menschenrechtskomitee der UdSSR führten 1971 zu seinem Ausschluss aus dem Schriftstellerverband der UdSSR sowie später aus dem Verband der Filmschaffenden und dem Litfond. Dies kam einem Berufsverbot gleich. Von da an verdiente sich Galitsch sein Geld nur noch bei „Hauskonzerten“.

### Exil und Tod
Aufgrund zunehmender Repressionen sah sich Galitsch 1974 gezwungen, nach Norwegen auszuwandern. Am 22. Oktober 1974 wurden alle seine herausgegebenen Werke laut Anordnung des Glawlit mit Einverständnis des ZK der KPdSU verboten. Wenig später zog er nach München, wo er beim amerikanischen Rundfunksender Radio Free Europe arbeitete. Abschließend siedelte Galitsch nach Paris um, wo er am 15. Dezember 1977 durch einen Stromschlag ums Leben kam. Die genauen Umstände seines Todes sind nicht endgültig geklärt. Der Galitsch-Biograf Michail Aronow führt mehrere Belege für die Ermordung Galitschs durch KGB-Agenten an, obwohl auch spekuliert wird, die CIA hätte ebenso Gründe gehabt, Galitsch zu beseitigen.
Alexander Galitsch ist in der Nähe von Paris auf dem russischen Friedhof von Sainte-Geneviève-des-Bois begraben. Auf Ersuchen seiner Tochter wurde Alexander Galitsch am 12. Mai 1988 vom Verband der Filmschaffenden sowie am 15. Mai 1988 vom Schriftstellerverband rehabilitiert.

### Privatleben
Während seiner Zeit in Taschkent lernte Galitsch die Schauspielerin Walentina Archangelskaja kennen, die er 1942 in Moskau heiratete. Am 21. Mai 1943 kam die gemeinsame Tochter Alexandra (Aljona) zur Welt. 1945 erhielt Walentina ein Angebot des Ochlopkow-Dramatheaters in Irkutsk und verließ Moskau. Zur gleichen Zeit begann Galitsch ein Verhältnis mit Angelina Schekrot (Prochorowa). Dies und die räumliche Trennung der Familie führten schließlich zur Scheidung.
1947 heiratete Galitsch Angelina Schekrot.
Am 3. September 1967 kam sein unehelicher Sohn Grigori zur Welt, der den Familiennamen der Mutter Michnow-Woitenko trägt.